# Tempestt Bledsoe
Tempestt Bledsoe (* 1. August 1973 in Chicago, Illinois) ist eine US-amerikanische Schauspielerin.

## Leben
In den 1980er Jahren spielte sie die Rolle der Vanessa Huxtable in der US-Sitcom Die Bill Cosby Show (The Cosby Show). Bledsoe studierte an der New York University und absolvierte dort ihren Hochschulabschluss in Finanzwissenschaften. Daneben war sie in einigen Fernsehfilmen zu sehen und moderierte 1995 die Talkshow „The Tempestt Bledsoe Show“.
Die Vegetarierin wurde in der amerikanischen VH1-Liste als Nummer 51 der „100 Greatest Kid Stars“ aufgeführt.
2003 sah man Tempestt Bledsoe in dem Film BachelorMan. Seither hatte sie in verschiedenen amerikanischen Fernsehserien Gastauftritte und spielte auch in einigen Fernsehfilmen mit.

## Filmografie (Auswahl)
- 1984–1992: Die Bill Cosby Show (The Cosby Show, Fernsehserie)
- 1988: Dance ‘Til Dawn
- 1989: Dream Date
- 1997: Jenny (Fernsehserie, Gastauftritt)
- 1998: Practice – Die Anwälte (The Practice, Fernsehserie, drei Folgen)
- 1999: Santa & Pete (Santa and Pete)
- 2001: Fire & Ice (Fernsehfilm)
- 2003: BachelorMan
- 2005: Strong Medicine: Zwei Ärztinnen wie Feuer und Eis (Strong Medicine, Fernsehserie, Gastauftritt)
- 2006: South of Nowhere (Fernsehserie, drei Folgen)
- 2008–2009: Tauschrausch (The Replacements, Zeichentrickserie, Stimme, 21 Folgen)
- 2009: The Wishing Well (Fernsehfilm)
- 2010: N-Secure
- 2011: Der Vietnamkrieg – Trauma einer Generation (Vietnam in HD)
- 2012: ParaNorman (Stimme)
- 2012–2013: Guys with Kids (Fernsehserie, 18 Folgen)
- 2014: Instant Mom (TV Series)
- 2018: Jingle Belle
- 2019: Familienanhang (Family Reunion, Fernsehserie, 1 Folge)